# Бенашвили, Андрей Михайлович
Андрей Михайлович Бенашвили (Беноев, груз. ანდრია მიხეილის ძე ბენაშვილი, 1868—1941) — военный геодезист, в 1919—1923 годах — директор Тифлисской астрофизической обсерватории.

## Биография
Родился в семье военнослужащего. Окончил Тифлисский кадетский корпус (1885), 3-е военное Александровское училище (1887) и геодезическое отделение Николаевской академии генерального штаба (1899; с отличием). На военной службе с 25.08.1885, занимал различные должности, генерал-майор (02.04.1917). Командовал 404-м Камышинским пехотным полком (с 24.07.1916), начальник штаба 32-го армейского корпуса (11.05. — 10.10.1917), командующий 105-й пехотной дивизией (с 10.10.1917). Преподавал в Грузинской военной школе.
Стажировался в Пулковской обсерватории 1899—1902, с 1902 года преподавал в Санкт-Петербургском технологическом институте.
Деятельность Бенашвили не ограничивалась только военной службой. Опубликовал ряд пьес «Бесконечная история, или Телавский Отелло», «Оборот» и др.

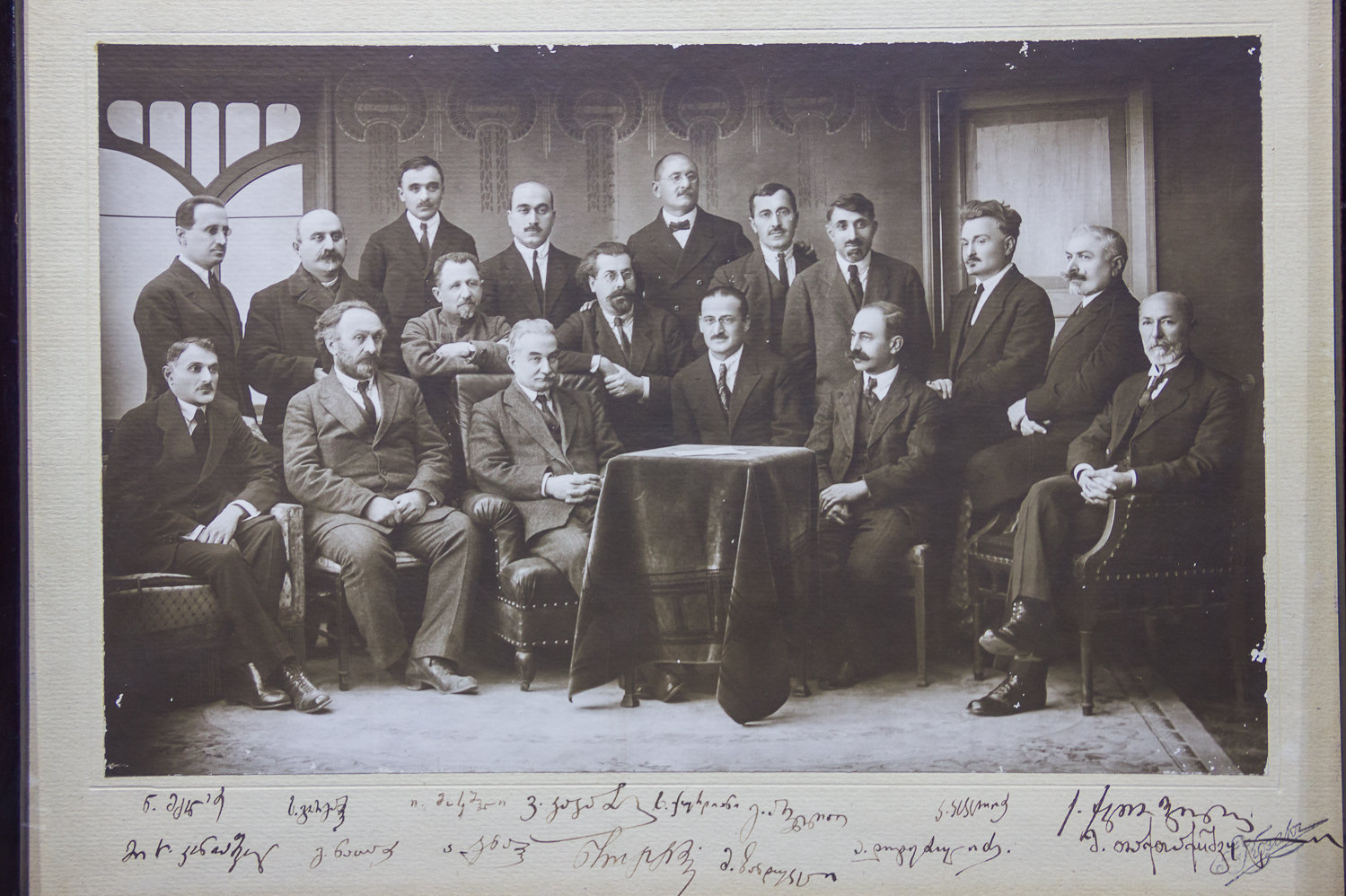
1918. Группа профессоров — основателей Тбилисского университета. Бенашвили сидит второй ряд, слева. В первом ряду третий слева — Иване Джавахишвили

При создании Грузинского национального университета (1918) был привлечён к преподаванию геодезии и астрономии. Преподавал в университете до конца жизни.
Похоронен на кладбище Ваке.

## Память
Мемориальная доска в Тбилиси. Именем Андрея Бенашвили названа тбилисская улица.